# 富讷河畔特雷比肖
富讷河畔特雷比肖（德語：Trebbichau an der Fuhne，發音：[ˈtʁɛbɪçaʊ ʔan deːɐ̯ ˈfuːnə]）是德国萨克森-安哈尔特州安哈尔特-比特费尔德县曾经的一个市镇，面积4.23平方千米，2006年12月31日人口为368人。2010年1月1日，富讷河畔特雷比肖与另外17个市镇合并为新市镇南安哈尔特。